# Regent’s Park (stacja metra)
Regent’s Park – stacja metra londyńskiego na trasie Bakerloo Line, położona w dzielnicy City of Westminster. Nie posiada nadziemnego budynku – podróżni wchodzą do części podziemnej schodami bezpośrednio z ulicy. Stacja należy do pierwszej strefy biletowej. W roku 2007 skorzystało z niej ok. 2,87 mln podróżnych.

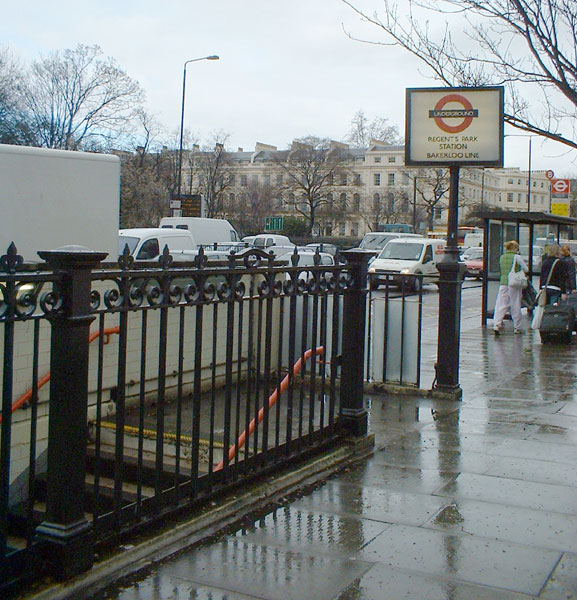
Wejście na stację